# Le Jardinier
Le Jardinier je francouzský hraný film z roku 1981, který režíroval Jean-Pierre Sentier.

## Děj
Život dělníků v továrně je ovlivněn velmi bláznivými pravidly.

## Obsazení
| Maurice Bénichou | vedoucí zahradník |
| Jean Bolo        | ředitel           |
| François Dyrek   | zloděj vody       |
| Claude Faraldo   | pracovník         |
| Geneviève Mnich  | matka             |
| Jean-Roger Milo  | dělník            |
| Alain Claessens  | dělník            |
| Georges Trillat  | dělník            |